# 大塚村 (山梨県)
大塚村（おおつかむら）は山梨県西八代郡にあった村。現在の市川三郷町大塚にあたる。

## 地理
- 河川：笛吹川

## 歴史
- 1889年（明治22年）7月1日 - 町村制の施行により、近世以来の大塚村が単独で自治体を形成。
- 1954年（昭和29年）11月3日 - 上野村および下九一色村の一部（大字畑熊・中山・垈・高萩・三帳・下芦川）と合併して三珠町が発足。同日大塚村廃止。
- 2005年（平成17年）10月1日 - 三珠町が市川大門町・六郷町と合併して市川三郷町が発足。

## 交通

### 鉄道路線
村域を日本国有鉄道身延線が通過したが、駅は所在しなかった。甲斐上野駅が至近に所在。